# Electrohop
Electrohop is een vorm van elektronische muziek en hiphop. Het genre ontstond in de jaren 1980, maar pas vanaf 2009 werd het razend populair. Het genre is vooral populair geworden door The Black Eyed Peas en producties van de deejay David Guetta.

## Bekende nummers
Voorbeelden van electrohop-nummers:
- The Black Eyed Peas - Boom Boom Pow
- The Black Eyed Peas - The Time (Dirty Bit)
- Kid Cudi - Memories
- Snoop Dogg - Sweat